# Willem van Manen (Tweede Kamerlid)
Willem van Manen Jzn.  (Veenendaal, 3 december 1875 – aldaar, 31 augustus 1963) was een Nederlands politicus. Hij werd gekozen in 1909 in een tussentijdse verkiezing voor het kiesdistrict Ede. Zijn lidmaatschap van de Tweede Kamer, vlak voor het einde van de vierjarige parlementaire periode, duurde vijf dagen: van 16 september 1909 tot 21 september 1909. Hij is daarmee het kortst zittende Tweede Kamerlid in de Nederlandse politieke geschiedenis.

## Levensloop
Van Manen was van oorsprong kleermaker in Veenendaal. In 1909 volgde hij Schelto van Citters op, die in juli 1909 ontslag had genomen. Hij kon op 16 september 1909 nog als nieuw lid worden beëdigd omdat de Kamer anders dan toentertijd gebruikelijk ook na het zomerreces vergaderde. De Kamer kwam bijeen op verzoek van de SDAP-fractie, die een door Van Kol ingediend initiatiefvoorstel over mijnconcessies in Nederlands-Indië wilde afhandelen. Hij stemde met Octaaf van Nispen tot Sevenaer als enige van rechts tegen het voorstel om het initiatiefvoorstel-Van Kol te behandelen.
Bij de reguliere verkiezingen van 1909 was hij geen kandidaat. Hij overleed op 31 augustus 1963 te Veenendaal.
- Biografisch Portaal: 75830728
- Parlement.com: vg09ll35q2y4